# Dialecto holandés

La Holanda original dentro de los actuales Países Bajos.

Estrictamente hablando, el holandés es el dialecto del neerlandés hablado en las regiones de Holanda Septentrional y Holanda Meridional de los Países Bajos, aunque comúnmente y de forma metonímica suele llamarse holandés al  propio idioma neerlandés. A pesar de esta ambigüedad, en español es correcto usar el vocablo holandés para referirse al idioma neerlandés, como queda recogido en el Diccionario de la Real Academia, y en la práctica holandés se usa con más frecuencia que neerlandés. Sin embargo, la RAE admite este tipo de uso hasta cierto punto.

## Uso del términoHolanda
Debido a la turbulenta historia de los Países Bajos y de Bélgica, así como del idioma neerlandés, los nombres que otros pueblos han escogido para referirse a este varían más que para otras lenguas. 
En español neerlandés suele usarse en textos académicos y oficiales, mientras que holandés es el nombre que se le da más habitualmente en conversaciones informales, y por otro lado, 'dialecto flamenco' se usa para referirse al idioma de Flandes (Bélgica). Los tres términos hacen referencia habitualmente al mismo idioma, aunque los términos "holandés" y "flamenco" también se emplean para especificar el dialecto.

## Consideraciones históricas

Mapa antiguo del Reino Unido de los Países Bajos, 1825-1830.

El idioma neerlandés era hablado originalmente en la zona de la desembocadura de los ríos Rin, Escalda y Mosa que aproximadamente cubría los actuales Países Bajos, Bélgica, Luxemburgo, Norte de Francia y una pequeña parte del oeste de Alemania. 
La guerra de los Ochenta Años (1568-1648) provocó la división de las Diecisiete Provincias en las Provincias Unidas al norte y los Países Bajos del Sur al sur. Esta separación política entre las provincias neerlandófonas provocó que en cada zona el idioma sufriera una evolución con algunas singularidades. 
En el norte, la hegemonía de la provincia de Holanda desde el renacimiento ha provocado que en bastantes idiomas, entre los que se encuentra el español, se denominara holandés al idioma que hablaban los holandeses, sin entrar en consideración si esa lengua era hablada más allá del territorio de Holanda. 
Tras la caída del Primer Imperio francés se unificaron los territorios de los Países Bajos del norte y del sur en el Reino Unido de los Países Bajos y posteriormente se independizaron Bélgica y Luxemburgo, tomando entonces el país resultante el nombre de Países Bajos. 
En la de denominación en español, como en otros idiomas, este proceso no afectó a los hablantes, que mantuvieron el nombre de holandés para el idioma de los Países Bajos. En estos idiomas es además habitual llamar Holanda al país en lugar de Países Bajos. 
En los Países Bajos están acostumbrados a esta situación y generalmente no les resulta ofensivo que se llame holandés a un neerlandés de una región distinta a Holanda, a diferencia como por ejemplo puede suceder en un escocés al ser denominado inglés, aunque por cortesía es preferible usar neerlandés siempre que no se tenga constancia de la región de la que procede alguien.

## Mapa de distribución de dialectos
Una rápida clasificación que suele hacerse es reducir sus dialectos a dos, holandés en el norte y flamenco en el sur, siendo esta la clasificación que recoge el diccionario de la RAE. En una clasificación más detallada tendríamos ocho variantes principales que en realidad serían grupos de dialectos más locales. 
Los mapas muestran la distribución de los dialectos del neerlandés, obviando algunas peculiaridades que se dan en algunas ciudades. 
El bajo sajón neerlandés, zelandés y limburgués se muestran también como dialectos, si bien es discutible si se trata de un dialecto o una lengua aparte, pues en las lenguas germánico-occidentales es muy problemático establecer una clara frontera entre dialecto e idioma.
| A | Grupo suroccidental |

| B | Grupo noroccidental (holandés) |

| C | Grupo nororiental (bajo sajón neerlandés) |

| D | Grupo central-septentrional |

| E | Grupo central-meridional |

| F | Grupo suroriental |

| G | Suriname |

| H | Antillas neerlandesas y Aruba |

## Características del neerlandés

Mapa de los países con idioma neerlandés.

El neerlandés pertenece a la familia germánica del indoeuropeo. Es la lengua materna de unos veintitrés millones (23 000 000) de personas en el mundo.
Tiene una estructura silábica que permite grupos de consonantes bastante complejos, destaca por el uso de fricativas velares y la tendencia a formar largos nombres compuestos. 

### Ortografía
Su ortografía permite que la correspondencia entre como se escribe y como se lee una palabra sea inmediata. El neerlandés distingue entre vocales cortas y largas, de ahí que en ocasiones aparezcan vocales o consonantes dobladas como en paard (caballo), knoflook (ajo), kapper (peluquero) o koffie (café) para marcar la longitud de la vocal.

### Gramática
El neerlandés tiene tres géneros: masculino, femenino y neutro, sin embargo, dadas las escasas diferencias gramaticales entre el masculino y el femenino, en la práctica parecen reducirse a solo dos: común y neutro, clasificándose con frecuencia las palabras según el artículo que las acompaña en palabras con 'het' y palabras con 'de'.
El adjetivo, cuando modifica un sustantivo debe siempre precederlo. En ese caso además suele añadirse una terminación -e al adjetivo: De kat in de boom is zwart (El gato en el árbol es negro); De zwarte kat zit in de boom (El gato negro está en el árbol).
La estructura de las oraciones en neerlandés es básicamente SOV, es decir, el sujeto empieza la oración y los verbos la terminan, pero con la salvedad de que el verbo principal (el que concuerda con el sujeto) se adelanta a la segunda posición, lo que provoca que en oraciones simples con un único verbo la estructura sea similar al español SVO: Ik heb een mooie hond (Yo tengo un perro bonito). En oraciones más complejas o con subordinadas, solo un verbo permanece en la segunda posición, pasando los demás al final de la oración: Ik wil morgen een boek gaan kopen (Yo quiero ir a comprar un libro mañana).

### Regulación
El organismo que regula la lengua es la Unión de la Lengua Neerlandesa (Nederlandse Taalunie), creada en 1986 con objeto de fijar la norma idiomática común para los Países Bajos y Bélgica. Posteriormente en 2004 se sumó Suriname. La Taalunie es una institución internacional similar lo que en el español es la Asociación de Academias de la Lengua Española.
La norma oficial se conoce como Standaardnederlands (neerlandés estándar), aunque también se la llama Algemeen Beschaafd Nederlands o por las iniciales ABN (neerlandés general).

### Lenguas vecinas
El neerlandés comparte muchos rasgos con el alemán, pero con una morfología menos complicada causada por deflexión. El sistema consonántico del neerlandés tiene por el contrario más en común con las lenguas anglo-frisias y escandinavas. Si consideramos las variedades no estándar de dichos idiomas, tendríamos un complejo dialectal entre los distintos dialectos del neerlandés, el alemán y el frisio.
El neerlandés está estrechamente ligado al afrikáans, una lengua germánica, criolla del neerlandés, hablada principalmente en Sudáfrica y Namibia.